# (1831) Nicholson
(1831) Nicholson es un asteroide que forma parte del cinturón de asteroides y fue descubierto el 17 de abril de 1968 por Paul Wild desde el observatorio de Berna-Zimmerwald, Suiza.

## Designación y nombre
Nicholson se designó al principio como 1968 HC.
Más adelante fue nombrado en honor del astrónomo estadounidense Seth Barnes Nicholson (1891-1963).

## Características orbitales
Nicholson está situado a una distancia media del Sol de 2,239 ua, pudiendo alejarse hasta 2,525 ua y acercarse hasta 1,954 ua. Tiene una inclinación orbital de 5,633° y una excentricidad de 0,1275. Emplea 1224 días en completar una órbita alrededor del Sol.